# Прошки (Верхнедвинский район)
Прошки (бел. Про́шкі) — деревня в Верхнедвинском районе Витебской области Беларуси. В составе Освейского сельсовета.
Деревня является самым северным населённым пунктом Беларуси.

## География
Рядом дорога Н-2256.
Ближайшие населённые пункты Гаврилино, Потино и др.

### Гидрография
Деревня расположена к северу от Освейского озера.

## История
В 1906 году в Замошанской волости Дриссенского уезда Витебской губернии.
До 20 мая 1960 года деревня входила в состав Красовского сельсовета, после — в состав Сеньковского сельсовета.
До 2013 года деревня входила в состав Чапаевского сельсовета.

## Население

### Численность
- 2009 год — 2 жителей

### Динамика
- 1906 год — 8 дворов[2]
- 2009 год — 2 жителей (перепись населения)[2]

## Достопримечательность
В 5 км на север от деревни, на стыке границ Латвии, России и Беларуси, расположен мемориальный комплекс «Курган Дружбы».
На белорусской стороне установлена Звезда — памятник подпольной молодёжной организации деревни Прошки. Организован мемориальный дом-музей «Дружба» и воссозданная партизанская землянка, открытые 5 июля 1964 года, рассказывающие о боевых партизанских делах трёх народов.